# Barra de Navidad (Oaxaca)
Barra de Navidad es una comunidad en el municipio de Santa María Colotepec en el estado de Oaxaca. Barra de Navidad está a 29 metros de altitud.

## Geografía
Está ubicada a 15° 29' 31.2" latitud norte y 97° 0' 42.48" longitud oeste.

## Población
Según el censo de población de INEGI del 2010: la comunidad cuenta con una población total de 705 habitantes, de los cuales 379 son mujeres y 326 son hombres. Del total de la población 43 personas hablan alguna lengua indígena.

## Ocupación
El total de la población económicamente activa es de 238 habitantes, de los cuales 170 son hombres y 68 son mujeres.